# Low-Life
Pour les articles homonymes, voir Low Life.
Albums de New Order
Power, Corruption and Lies
(1983) Brotherhood
(1986)
Low-Life est le troisième album studio du groupe anglais New Order, sorti en 1985.

## L'album
Le journaliste Jeffrey Bernard (en) attaque le groupe en procès pour avoir samplé sa citation I live what's called the low life qui a inspiré le titre de l'album, sur la chanson This Time of night.
Low-life fait partie des Les 1001 albums qu'il faut avoir écoutés dans sa vie[réf. nécessaire]
En 2014 et 2015, Peter Hook and The Light l'ont rejoué sur scène. Les huit titres de l'édition originale figurent dans l'ordre dans leur double album New Order's "Low Life" & "Brotherhood" (Live At Hebden Bridge).
À l´instar de Movement en 2019 et Power, Corruption and Lies en 2020, l´album fait l´objet d´une Definitive Edition, qui est publiée le 27 janvier 2023.

## Titres de l'album
1. Love Vigilantes (4:19)
2. The Perfect Kiss (4:50)
3. This Time of Night (4:45)
4. Sunrise (6:00)
5. Elegia (4:57)
6. Sooner than You Think (5:12)
7. Sub-culture (4:58)
8. Face Up (5:06)

2008 Collector's Edition bonus disc
1. The Perfect Kiss – 8:49
2. Sub-culture – 7:26
3. Shellshock (John Robie Remix) – 6:28
4. Shame of the Nation – 7:55
5. Elegia – 17:28
6. Let's Go – 3:43
7. Salvation Theme – 2:16
8. Dub-vulture – 7:56

2023 Definitive Edition bonus disc
1. Love Vigilantes (TV Pitch Instrumental Edit)
2. The Perfect Kiss (Writing Session Recording)
3. Untitled no. 1 (Writing Session Recording)
4. Sunrise (Instrumental Rough Mix)
5. Elegia (Full Length Version)
6. Sooner Than You Think (Album Session Unedited Version)
7. Sub-Culture (Album Session Early Instrumental Version)
8. Face Up (Writing Session Recording)
9. Let’s Go (Album Session Instrumental)
10. Untitled no. 2 (Writing Session Recording)
11. Sunrise (Writing Session Recording)
12. Love Vigilantes (Writing Session Recording)
13. Sooner Than You Think (Writing Session Recording)
14. Skullcrusher (Demo)